# 漆黒のシャルノス
『漆黒のシャルノス -What a beautiful tomorrow-』（しっこくのシャルノス ホワット ア ビューティフル トゥモロー）は、2008年11月21日にライアーソフトから発売されたアダルトゲーム。ライアーソフトの第24作であり、スチームパンク・ホラーADVと銘打っている。企画原案・シナリオは桜井光。全10幕。

## 作品概要
本作は、ライアーソフトが過去に発表した『蒼天のセレナリア』、『赫炎のインガノック』と世界観を共有する作品である。また、公式サイトには天野佑一の企画の下、桜井がシナリオの一部を手がけた『ANGEL BULLET』も世界観を共有していることをほのめかす記述がある。
『セレナリア』、『インガノック』同様、地名等には『ディファレンス・エンジン』をはじめとするスチームパンクやクトゥルフ神話からの影響がある。キャラクターにおいてはシャーロック・ホームズシリーズの登場人物やイギリス文学関係者が数多く登場することも特色のひとつである。その他、大デュマの『モンテ・クリスト伯』からも影響を受けている。
ボーカル曲はボーカル担当のRitaが在籍するユニット「Blueberry&Yogurt」、BGMはマッツミュージックスタジオによるもので、オープニング、エンディングのボーカル2曲を含む全15曲が使用されている。ケルトを意識したオープニング曲『dorchadas』はゲール語で「暗闇」を意味する。また、アコーディオンに蛇腹姉妹として知られる藤野由佳を起用したことでも話題を呼んだ。藤野の起用はボーカルのRitaの強い希望によるものである
。
本作は18禁指定作品ではあるが、直接的な性的描写に重点を置いていない。ベッドシーンを映したCGにおいても乳首は描写されているが、性器は描写されていない。このため、モザイク処理されたCGが1枚もない。アダルトゲームとしては異例の作品といえるがアダルトゲーム専門小売店げっちゅ屋の2008年11月の月間売り上げランキングでは9位になるなど、セールス面でも好評であった。
2011年12月22日には『セレナリア』、『インガノック』と共に『STEAMPUNK SERIES Fullvoice ReBORN Edition』としてスキップ機能の追加、新ボイスの収録、新規ビジュアルの追加、完全受注生産BOXの生産などを盛り込んで発売された。

## 舞台
1905年の英国首都ロンドンが舞台。史実とは異なりヴィクトリア女王は健在である。機関(エンジン)文明の中心地で煤煙のために青空は見えない。このため外出時には傘を煤よけのために使う。また、北方の異境であるカダス地方と交易がある唯一の都市であり、交易のために飛行船が飛び交う。
「エイダ主義」によって女性の社会進出が進む。一方若い女性が公共の場でオスカー・ワイルドのサロメについて話すのは憚れるようである。「王立碩学院」という男女共学の高等教育機関があり、主人公のメアリ、その友人のシャーロット、アーシェリカも通っている。
機関都市ロンドン
西亨における最大の都市のひとつ。英国首都。カダス地方との交流が唯一行われている都市である。第二次産業革命こと「機関革命」の後に最大級の機関工業都市として発展し、霧と排煙の満ちる機関都市となった。チューブ状の地下鉄が伸び、ガーニー(蒸気自動車)が走り、馬車が行きかう大都市。西亨の多くの国はそうだが、空が排煙によって覆われておりほとんど見えない状態となっている。まれに“隙間”と呼ばれる現象によって太陽光が覗くことがあり、ロンドンにおいてはクリスタルパレス跡地公園が唯一“隙間”からの「陽射し」を確認できる場所である。日々、工業と文化の発展を続ける科学都市であるといわれるが、同時に《怪異》と呼ばれる「現代のおとぎ話」がまことしやかに囁かれているという二面性を持つ街。未だ健在のヴィクトリア女王による治世がおこなわれている。
漆黒のシャルノス
メアリが迷い込む現実ならざる空間。漆黒に塗りつぶされ歪んだ街並みが広がり、その果てにはタタールの門と呼ばれる門が存在する。その先はふるきものと呼ばれるかつてこの世界に存在した自然神や精霊たちが暮らしていた世界。ふるきもの達は人間が文明を持ったことで姿を消して言ったが、ただ一人消えることを良しとしなかった黒の王だけが残り、たった一人で変わることのない永遠の一日を過ごしているという。

## キャラクター
※2011年発売のFullvoice ReBORN Editionの声優。
メアリ・クラリッサ・クリスティ
声：かわしまりの
本作の主人公。王立碩学院で史学を学ぶ女学生。アッシュブロンドの髪に碧色の左眼、黄金色の右瞳を持つ。父親とは死別、母親は「北央帝国」の研究所に勤めているため、下宿先にて一人暮らしをしている。絵本を書くことが趣味で、目標としているのは天才女流作家と謳われるメアリー・シェリー。「フランケンシュタイン」など、彼女の物語は愛の物語と考えている。普段は淑やかさと快活さを持ち合わせるごく普通の少女だが、苦境に陥った時の芯の強さと行動力は目を見張るものがある。とある事件に巻き込まれた親友・シャーロットを助けるため、謎めいた黒衣の男・The Mと契約を交わし、異界と化したもうひとつのロンドン・「シャルノス」を駆ける。
史実では「ミステリの女王」と呼ばれる作家である。代表作に『オリエント急行の殺人』など。
The M
声 : 越雪光
本作のもう一人の主人公とも呼ぶべき存在。右目を眼帯で覆った年齢不詳の謎の男。秘密結社西インド会社のエージェントでジェイムズ・モリアーティと名乗ることもある。ロンドンの街に出没する《怪異》を追っている。愛読書はモンテ・クリスト伯。他人など意に介さない無感情な人物だが、なぜかメアリに対しては異様なこだわりを見せる。
その正体は黒の王と称されるシャルノスの主たる存在。現在の肉体はかつてタタールの門に至ったジェイムズ・モリアーティから譲り渡されたもの。元々シャルノスとはふるきものたちの王国として栄えた闇の世界だったが、人間が光を手に入れたことで徐々に光が栄え始め、人間と争うことを望まなかったふるきものたちは姿を消し、王はただ一人残され長い時を孤独に過ごした。そしてある時から未来に怯える人間たちが永遠に変わることのない今日が続くシャルノスを求め始め、王は人間たちが自分と同じ状況に立たされた時何を選択するかを確かめたいという欲求を持つようになった。そして現世に現れた際にその存在は二分され、「シャルノスを求める人々を導く黒の道化」と「諦めることのない誰かを探す黒い男」に分かれた。
その存在は「黒い人（シャドウビルダー）」というおとぎ話として伝わっており、恐怖の象徴として語られていたがメアリは子供の頃に彼とも友達になれると口にしており、彼は彼女を特別視している。そしてシャーリィと契約を交わし、《怪異》たちを生贄のかがり火とし、モランを依代としてシャルノスを顕現させるが、永遠に変わらぬ幸福な今日を体験しながら、明日を望んだメアリの選択を見届け、再びシャルノスへと戻ろうとするが、メアリによって手を伸ばされ、彼も明日へ踏み出すことを決めた。
シャーロット・ブロンテ
声：野月まひる
ウェールズの資産家の娘で、王立碩学院で史学科を専攻しているメアリの同級生であり親友。通称シャーリィ。メアリやアーシェリカよりは割と落ち着いた性格で、大人びた印象を持つ。が、茶目っけもありメアリのことを「キティ」(仔猫)と呼んでからかったりすることも。オカルティズムに興味がある。1905年、《怪異》と遭遇した影響でいつ覚めるとも知れぬ深い眠りについてしまう。
実は教授に勧められチャペックの降霊会に参加しており、そこで1914年に訪れるであろう大戦でメアリを失うことを恐れ『M』と契約する。シャルノスが降臨した際にはメアリの前に立ちふさがりシャルノスで二人で永遠に過ごそうとメアリに迫るが、メアリ決死の説得で明日を迎えることを受け入れる。
史実では『ジェーン・エア』で知られるイギリスの女流作家である。
アーシェリカ・ダレス
声：金田まひる
メアリ、シャーロットの友人。通称アーシェ。王立碩学院で数学を学ぶ女学生。外見は幼いが細かいところにもよく気づき、明るい性格でムードメーカー的存在である。ハワードと婚約している。
史実ではアメリカ合衆国の男性作家、編集者であり、ハワードの作品群を体系化したことなどで知られる。なお、1909年生まれであり、1905年には生まれていない。
モラン大佐
声：桜川未央
赤い陸軍服を身に纏う中性的な人物。肉体の殆どを機械に置き換えられた機関人間であり、『M』直属の部下。『M』にのみ忠実に従い、彼に対して恋愛感情に近いものを抱いている節が見られる。驚異的な身体能力を有しており、常にドイツ式拳銃を携帯している。それでも《怪異》に対しては『M』の戦闘力に及ばない。
『M』に目をかけられるメアリに嫉妬のような感情を抱くものの、決して諦めないメアリの姿を見て『M』をシャルノスから救ってくれるよう望みを託す。最後はシャルノス降臨のため憑代となり消滅した。
モデルはシャーロック・ホームズシリーズの登場人物で、ジェイムズ・モリアーティの右腕としてホームズと敵対した男性。
シャーロック・ホームズ
声：真木将人　※（Fullvoice ReBORN Editionで）
理知的で、常に冷静沈着な紳士。イギリスのみならず世界にその名を轟かせる天才私立探偵。特に植物学・化学・地質学に長けている。《怪異》の存在を認めようとせず、あらゆる事件は人間の起こしたものであるとし、幻想を打ち砕く男。『M』のことを毛嫌いしているという噂だが、詳細は不明。
モデルはイギリスの小説家アーサー・コナン・ドイルの著作に登場する同名の探偵。創作上の人物であるが、この作品では実在の人物として登場する。
バロン・ミュンヒハウゼン
声：小次狼　※
もう一人の『M』。獅子のような仮面で顔の上半分を覆った、一昔前の仏蘭西貴族のような出で立ちの謎の男。永遠の命を持つとうそぶき、その思考は計り知れない。錬金術の達人であり、碩学。《怪異》に対して異常な執着を見せる。
その正体は黒の王と称されるシャルノスの主たる存在。現在の肉体はかつてタタールの門に至ったジェイムズ・モリアーティから譲り渡されたもの。現世に現れた際に『M』と明日に恐怖する人間たちをシャルノスへと誘う道化へと分化した。チャペック降霊会にも参加しており、人間たちを「拒絶の心を捨てられぬが故にシャルノスを求める儚き存在」と嘲笑しているが『M』同様に人間たちが自分と異なる選択を行うことを期待している節がある。
モデルは「ほらふき男爵」で有名なミュンヒハウゼン男爵。
ハインツ・ヘーガー
声：鳴海アキト　※
オックスフォード大学に在籍しながら王立碩学院に通うドイツ人青年。涼やかな美形の好青年で、王立碩学院の生徒からの人気も高い。シャーロット同様オカルティズムに長けている面がある。
実はドイツの秘密結社『ドイツ黒騎士団』の構成員。1914年の大戦とその後現れる総統の存在を知り、その台頭を防ぐために活動している。チャペック降霊会にも参加しており、降霊会が解散した後にも英国女王や西インド会社とも繋がりシャルノス降臨を目指す。かつての降霊会メンバーを《怪異》を出さざるを得ない状況に追い込み『M』に破壊させることでシャルノス降臨の条件を整える。そして念願のシャルノス降臨に喝采し未来の総統を嘲笑するがメアリが明日を選んだことでシャルノスは崩壊、それを目の当たりにし絶叫するがその叫びは誰にも届くことはなかった。
涙の少女（バンシー）
声：野月まひる
シャーロットが昏睡してからメアリの前に現れるようになった不思議な少女。泣きながらロンドンの街を徘徊している。
バンシーとは、イギリスに伝わる女の妖精のこと。
ハワード・フィリップス
声：ますおかゆうじ　※
アーシェリカの彼氏で、オックスフォード大学に通うアメリカ人留学生。貿易業も営んでおり、自家用のガーニー(蒸気式自動車)を買えるほど儲かっている。少々険しい顔立ちだが、アーシェリカのことを「ハニー」と呼んで溺愛するなど性格はむしろ優しく、肝の据わった男。昔ある事情により調べていたことからオカルティズムに詳しいが、本人はあくまでその手のものは嫌っている。
史実では「宇宙的恐怖(コズミック・ホラー)」の第一人者であるアメリカの小説家。
ドナ・ワーグマン
声：中家志穂
シャーロットの世話をするオールラウンド・メイド。元はブロンテ家の家庭教師だったが、シャーロットのロンドンでの一人暮らしに伴い自らメイドとして彼女に付き従う。抑揚を抑えた人柄ながら、シャーロットや親友であるメアリ・アーシェに温かいまなざしと愛を注ぐ、彼女たちにとっては姉とも言える存在。
マリー・ハドスン
声：桜川未央
楚々とした容貌を持つ、テムズ沿岸の下宿を経営する未亡人の大家。メアリは友人の娘であり、下宿の店子。穏やかで面倒見が良く、メアリの事を気に掛け何かと世話を焼く。
ジョージ・レストレイド
声：どぶ六郎　※
スコットランド・ヤードの警部。メアリの叔父。官憲らしい生真面目さと厳しさを持ち合わせる正義漢だが、姪であるメアリには甘いらしく事あるごとに手紙を寄越す心配性でもある。ロンドンに跋扈する「怪異」をマーレイ記者と共に追う。
ケインズ&アンリ
声：金田まひる&歌織
ベーカー・ストリートを根城にロンドンを駆け回る少年少女。メアリとは友達。子供らしいはしっこさを生かし、時にホームズやThe Mのメッセンジャーとして仕事を請け負うことも。
クローディア・アクランド
声：桜川未央
メアリ行きつけの無国籍風カフェの女主人で、メアリの母の旧友。何度か結婚と離婚を繰り返した経歴があり、さばさばとした性格で男女ともに人気がある。
ベル・ウェブ
声：歌織
クローディアの店で働くメアリの友人。下流階級の出身であり、メアリたち以外の碩学院の女子学生とは個人的な付き合いがない。
アーサー・コナン・ドイル
声：小次狼　※
『M』行きつけの古書屋で店番をしている青年。妖精が好きで、何もない空間に向かって話しかけたりするなど不思議な行動を繰り返す。予言じみた詩をメアリに投げかける。
史実ではシャーロック・ホームズシリーズで知られるイギリスの小説家で、現代推理小説の父とも呼ばれている。晩年は心霊学や妖精の研究に傾倒した。
ザック・マーレイ
声：来栖川勇　※
TIMESの新聞記者で、下町気質と騎士道精神にあふれる好漢。メアリやハワードと交友がある。頭を使うよりも体でぶつかる取材が得意。レストレイド警部と共に《怪異》について調査している。この事件の異常性・危険性はなんとなく感じ取っているようで、ハワードに首を突っ込まないように忠告した。
ロビン・ファネル
声：野月まひる
スコットランドヤードお抱えの検視医。世界で一番死体が嫌いと断言しているが、いつでもモルグ(死体安置所)に居続ける重度のマゾヒスト。喪服のような漆黒の衣装を着ており、顔をベールで覆っており容貌はさだかでない。検視医の他に裏の顔を持っている。
ヨゼフ・チャペック
声：山本兼平　※
第1幕と第2幕に登場する壮年の男性。機関学と社会学を修めた東欧の碩学であり「王立碩学院」にて客員教授を務めている。シャーロットも教え子のひとり。碩学院にて「チャペック研究会」を主催している。穏やかな紳士ではあるが、愛用している鞄を常に抱えているなど、不可解な点があり学院生からは薄気味悪いと思われている。史実同様弟の作品にてロボットという単語をつけた。
1914年の大戦を知ったことでチャペック降霊会を結成しシャルノスを目指していたが、協力者のマリアベルが死亡したことで降霊会は解散、その後シャーロットの協力もあり《怪異》鉄枷ジャック、サラマンドラを発現させ、タタールの門の鍵となる黄金瞳を手に入れることでシャルノスへ至ろうとするが『M』に《怪異》を砕かれ死亡した。
史実では画家、作家である。また、1887年生まれであり1905年当時では壮年とは言い難い。1945年にベルゲン・ベルゼン強制収容所にて亡くなる。
ヴァイオラ・バスカヴィル
声：中家志穂
第3幕と第4幕に登場するかつてホームズに救われたサー・ヘンリー・バスカヴィル卿の娘。時折、彼女の周囲で「魔犬」の声が聞こえるらしい。落ち着いた性格の淑女で、かつてホームズと共に魔犬事件を解決してくれた『M』に助けを求めてロンドンを訪れる。英国貴族としての義務感と親族をすべて失った孤独感に常に苛まれている。
モデルはシャーロック・ホームズシリーズの「バスカヴィル家の犬」。
ウィンストン・チャーチル
声：古河徹人　※
第3幕と第4幕に登場する元軍人の若き革命家で、天才的戦略家。国内外のさまざまな支援を受けて、英国転覆とヴィクトリア女王の暗殺を謀る野心家。チャペック教授やハインツと交流がある。自分以外の人間はすべて駒だと考えている、若き獅子王。
チャペック降霊会にも所属しており《怪異》群れのムリアン、ブラックドックの宿主。
実はバスカヴィル家の魔剣事件の犯人の息子デニー・ステープルトン。現在の身分は貴族の息子を殺し成り変わったもの。先代バスカヴィル卿の殺害に失敗し殺された父親の姿を見て誰からも裁かれることのない王の身分を求めている。しかしロンドンで幼いころにあったヴァイオラと再会してしまい、動揺したところをホームズに追い詰められる。最後は《怪異》を顕現させ黄金瞳を得ようとするも『M』に《怪異》を砕かれ死亡した。
史実ではイギリスの政治家・首相であり第二次世界大戦で勝利に導いた。
エド・オニール
声：暁勇輔　※
英国空軍少将。カダス地方で飛行要塞理論を学んだエリート。《怪異》を軍事に組み込もうと目論んでいる。利用できるものなら妻子であっても利用する冷徹な男。
ブラム・ストーカー
声：岡田一廣　※
第5幕と第6幕に登場するメアリー・シェリーと並び称される怪奇作家の一人。作品に登場する不死の吸血鬼の描写から、常に何者かに監視されている。大親友であるヘンリー・アーヴィングに頼まれて劇場主となっており、彼女に対して深い愛情を抱いている。
チャペック降霊会に所属しており《怪異》レッドキャップ、トロールの宿主。
《怪異》の宿主であることをエド・オニールに知られてしまい協力を強制され、最後の手段として黄金瞳を手に入れシャルノスへ至ろうと《怪異》をメアリにけしかけるが『M』に《怪異》を砕かれ死亡した。
史実ではイギリスの小説家。ヘンリーとは史実でも交友があった。
ヘンリー・アーヴィング
声：かわしまりの
第5幕と第6幕に登場するロンドンを代表する舞台役者。男性のような容姿だが実は女性で本名はヘンリエッタ・アーヴィング。正確には「男役の女優」である。世間では女性であることはあまり知られていないが、本人は別に性別を偽っているわけではなく詳しい一部の人間は知っている(アーシェリカなど)。ブラムに愛情を抱いているが、それまでの友情が壊れることを恐れており、また彼が抱えている悩みを他人にも相談できずにいる。
史実ではイギリス人舞台俳優。
ジェーン・ドゥ
声：歌織
第7幕と第8幕に登場する都市に生きる現代の魔女。ジェーンは現在の仮の名で、既に本当の名は廃棄している。西インド会社の上級エージェントとして秘密活動を行っていたところ、バロン・ミュンヒハウゼンの招きによりロンドンに帰還する。『M』のかつての恋人であるという噂があり、『M』の行動の目的を知る数少ない人物。
チャペック研究会の特別メンバーであり、会とは電信でやり取りをしていた。《怪異》ケルピーの宿主。
メアリの下宿に「メアリの叔母」としてやってきてエリーと共に3人で暮らし始める。その後教授からエリーを確保するよう命令されるも自分の心に従いエリーを付け狙う組織から彼女を守るため《怪異》を顕現させ組織を壊滅させる。最後は『M』をシャルノスから連れ出してくれるようメアリに望みを託し、《怪異》を『M』に砕かれ死亡した。
ジェーン・ドゥ（Jane Doe）とは英語でのポピュラーな匿名であり日本語における名無しの権兵衛に相当する。
エリー・バインホルン
声：中家志穂
第7幕と第8幕に登場する幼い女の子。ハプスブルク家の末裔であり、大英帝国やドイツ帝国からその身を狙われている。逃亡の果てにロンドンに潜入し、シティエリア周辺の孤児たちに混ざって身を隠そうとしている。夢はカダス地方の果てにあるという青い世界へ至ること。
史実ではプロイセン王国出身の女性冒険飛行家。
教授
声：どぶ六郎　※
メアリと親しい老数学者。英国女王とも親交を持つと噂されているが、その正体は犯罪界のナポレオンとも呼ばれる西インド会社の総帥代行ジェイムズ・モリアーティ教授その人である。かつてシャルノスの主たる黒の王と接触し、自らの肉体を提供したことで生まれたのが『M』とバロン・ミュンヒハウゼンであり、ある意味彼らと同一人物であるといえる。
変わりゆく世界を突きつけられた時、人間は「永劫の一日」と「変わりゆく明日」のどちらを選択するかを見極めるためシャルノス降臨を目指していた。その為にマリアベルを殺してチャペック研究会の降霊会を妨害し、シャーリィに《緑の石》を握らせてMと対面させた。つまり本作の黒幕と言える人物。シャーリィがシャルノスを求めたのも彼の干渉があったためらしい。メアリによって『M』が明日を目指すことを決め、シャルノスが崩壊するのを見届けた後ホームズによって引導を渡される。
モデルとなったのは小説『シャーロック・ホームズ』シリーズに出てくる犯罪界のフィクサー、ジェームズ・モリアーティ。

## 用語
怪異(メタ・クリッター)
ロンドンの闇に潜む幻想の怪物。黄金瞳を求めており、シャルノスを駆けるメアリを執拗に付け狙う。
その正体はチャペック研究会の面々がシャーリィの黄金瞳を介してシャルノスに干渉することで生み出している現象数式体。黄金瞳を求めているのは、タタールの門を開くための鍵を必要としているため。
実はチャペック、チャーチル、ブラム、ジェーンの《怪異》はシャルノス顕現のためのかがり火とするためにバロンによって生み出されたもの。
西インド会社
通称を《結社》、カダスにおいては《碩学協会》と呼称される秘密組織。この結社に属する者たちは人ならざる赫い眼を持ち、統率者アルトタス・トート・ヘルメースの名のもとに各地で実験と称する活動を続けている。
ゾシーク計画
大英帝国で行われた先進機関ゾスによる実験。大英帝国はこの実験によって未来を確定し、永遠の繁栄を手に入れようとしていたが、《三世の書》に記された1914年を垣間見たことで計画を中断。以降計画は今日の繁栄を永遠のものとするためのシャルノス計画へと移行していくことになる。

## スタッフ
- 企画原案・シナリオ:桜井光
- 原画・キャラクターデザイン:AKIRA
- BGM:Blueberry&Yogurt/マッツミュージックスタジオ
- 主題歌『dorchadas』
作詞・歌：Rita/作・編曲：Blueberry&Yogurt/Violin：kanaco/Accordion：藤野由佳
- エンディング曲『Saudade』
作詞・歌：Rita/作・編曲：Blueberry&Yogurt

## ウェブノベル
ライアーソフトの『漆黒のシャルノス』公式サイトで、本編の後日談を書いたウェブノベル『ナイハーゴの灰葬』前編・中編・後編を閲覧することが出来る。前述の通り、内容は本編の後日談となっている。

## 批評
作家の伊藤計劃は『漆黒のシャルノス』について生前ブログにて本編発売前に書評を残している。元となった言葉が使われている『ディファレンス・エンジン』やキム・ニューマンによる小説『ドラキュラ紀元』について触れ、一部の設定やキャラクターは作中にて登場しているものの、それらの作品とは異なり史実に踏み込まないオリジナルストーリーとして書いているのではないかと指摘している。それを根拠に、歴史の可能性を考察するような面白みはなさそうであるともしている。一方で伊藤は同様のことがセガのゲームである『サクラ大戦』や俗に言うエロゲー、あるいは同人誌にも言えるとしている。